# 헥소사민

α-D-글루코사민의 화학 구조. 아미노기(-NH_{2})에 주목.

α-D-글루코스의 구조. 아미노기 대신에 하이드록실기(-OH)가 있음에 주목.

헥소사민(영어: hexosamine)은 헥소스에 아미노기가 첨가되어 생성되는 아미노당이다.
헥소사민의 예는 다음과 같다.
- 프럭토사민 (프럭토스 기반)
- 갈락토사민 (갈락토스 기반)
- 글루코사민 (글루코스 기반)
- 만노사민 (만노스 기반)